# Kyrkhamn

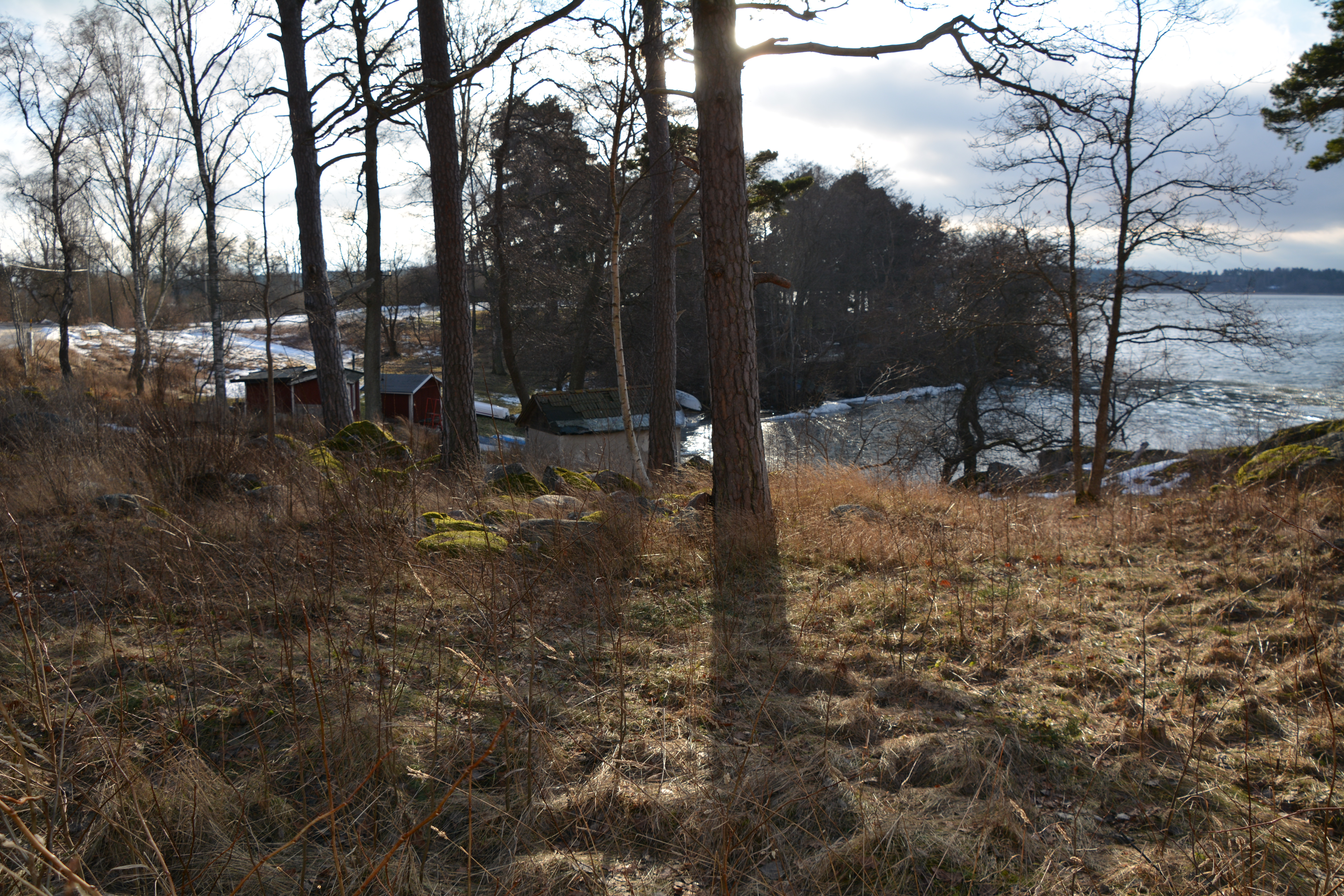
Udden, med Inspektorsbostaden

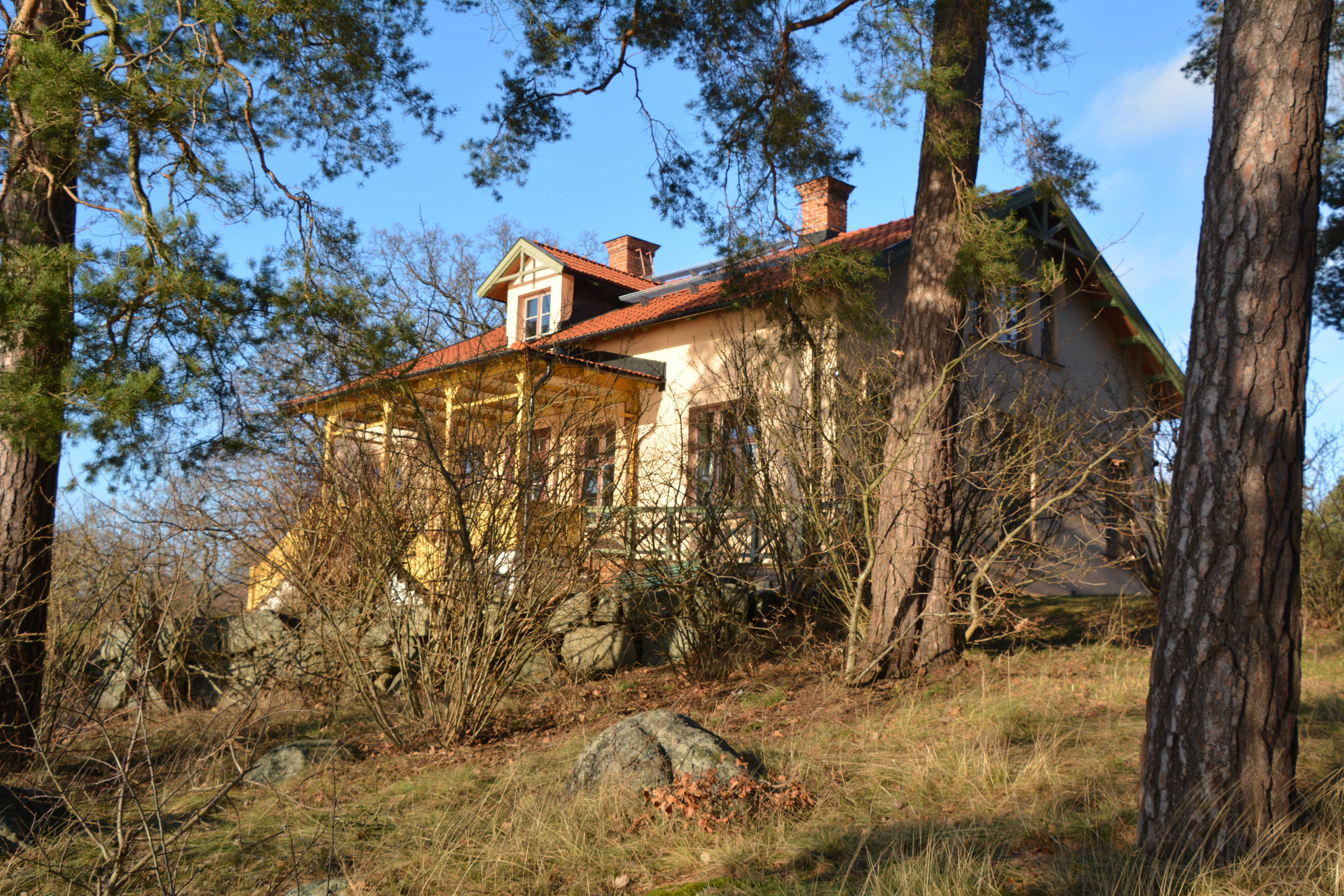
Ingenjörsvillan, uppförd 1892

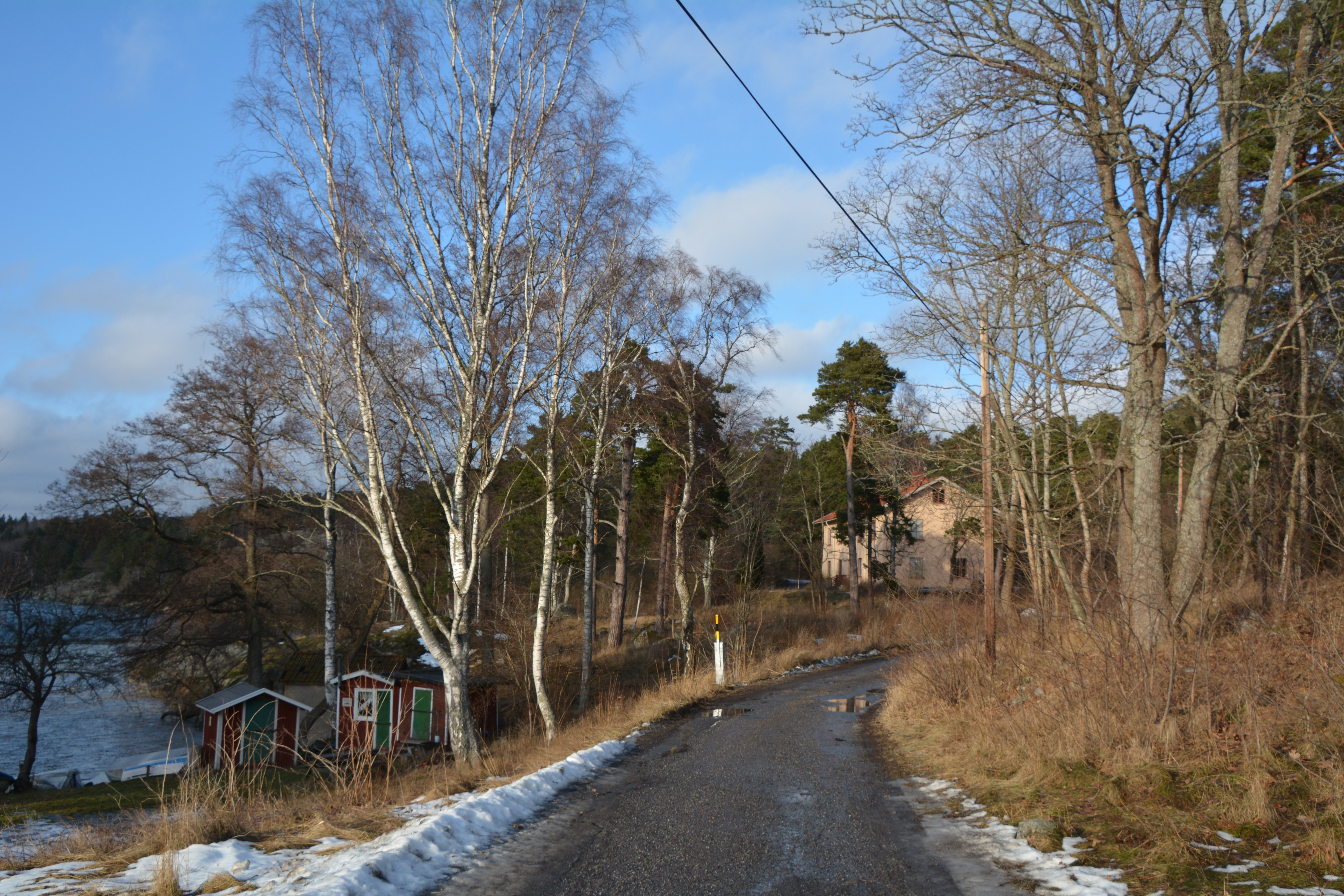
Kyrkhamn

Kyrkhamn är ett område i nordvästligaste Stockholm. Det är det område inom Stockholms kommun som ligger längst bort från innerstaden. Kyrkhamn är en del av friluftsområdet Lövsta–Kyrkhamn–Riddersvik i västra Hässelby, och det gränsar i norr till Görvälns naturreservat i Järfälla.

## Gravfält med fornlämningar
Kyrkhamn omnämns först i ett protokoll från år 1682, som en stor jordhög där det fanns en kyrkogård där omkomna sjöfarare begravts.  Det var alltså en gravplats på den tiden.  År 1690 hette platsen "Kyrck Hamnen" och år 1752 "Kyrckhamns Udden" och "Kyrckhamns Wiken". Gravfältet ligger väster om lägenheten Lövstaborg, nordöst om landsvägen från Hässelby Villastad och omfattar cirka 20 fornlämningar. På krönet av den skogklädda åsen ligger sju jordblandade rösen. Mellan stranden och vägen till Kyrkhamn finns ytterligare ett gravfält, på en låg skogklädd kulle med ett tiotal gravar, varav de flesta är välbevarade.

## Stenhuggeri
Byn i Kyrkhamn började som en bruksby i slutet på 1800-talet, i närheten av det stenhuggeri som startade år 1899 och som skulle hjälpa till att förse Stockholm med gatsten och annan huggen sten. Kyrkhamns stenhuggeri hade upp till ett 20-tal stenhuggare anställda, men lades ned redan år 1907 efter åtta års drift på grund av dåligt råmaterial. Verksamheten flyttades till Stenhamra på andra sidan Lövstafjärden. Spår efter stenhuggningen syns ännu i dag på flera ställen, med det största stenbrottet bakom den nuvarande scoutstugan, strax över gränsen till Järfälla kommun. Då stenhuggeriet lades ned, började de flesta som bodde kvar i Kyrkhamn att arbeta på Lövsta sopstation i stället.

## Lövsta skola

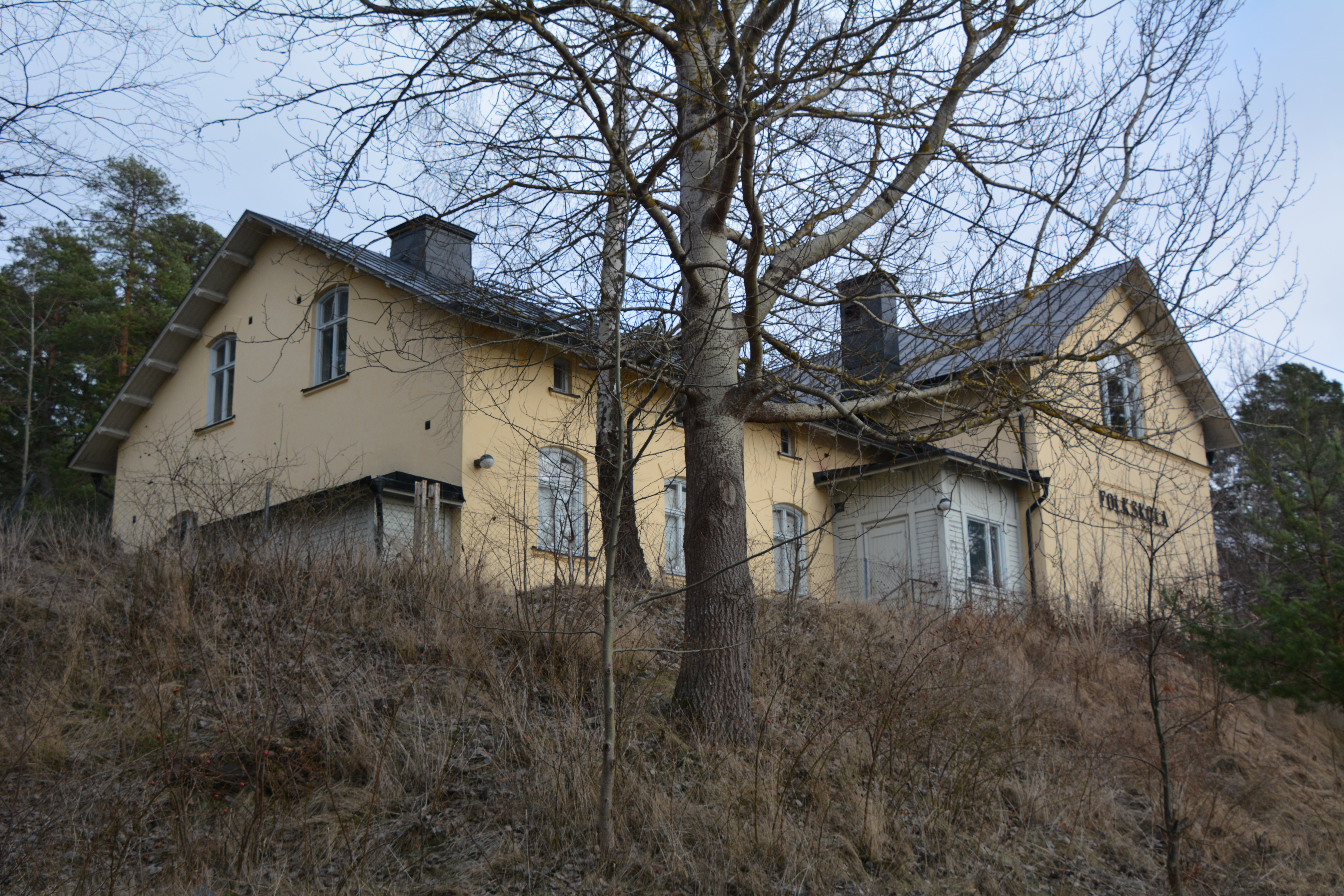
Lövsta skola, uppförd 1902

Kyrkhamn hade även egen skola, Lövsta skola, och egen busslinje. Under åren 1899-1903 var Lövsta skola (den provisoriska skolan) inrymd i sopstationens marketenteri vid Kyrkhamn. Det nya skolhuset i Lövsta, Lövstaskolan, byggdes 1903 och lades ned 1939. Lövsta skola användes sedan som ungdomsgård av Spånga ungdomsråd. År 1944 blev den gamla byggnaden ungdomsgården Spångagården för  Spånga och Hässelby, efter det att vatten och elektricitet dragits in. En av de två stora salarna i bottenvåningen användes som samlingsrum, den andra som sovrum för pojkar. Flickorna fick sitt sovrum en trappa upp, där det också fanns en gillestuga. I en separat bostad bodde en vaktmästare.

## Arbetarbostäderna vid Kyrkhamn

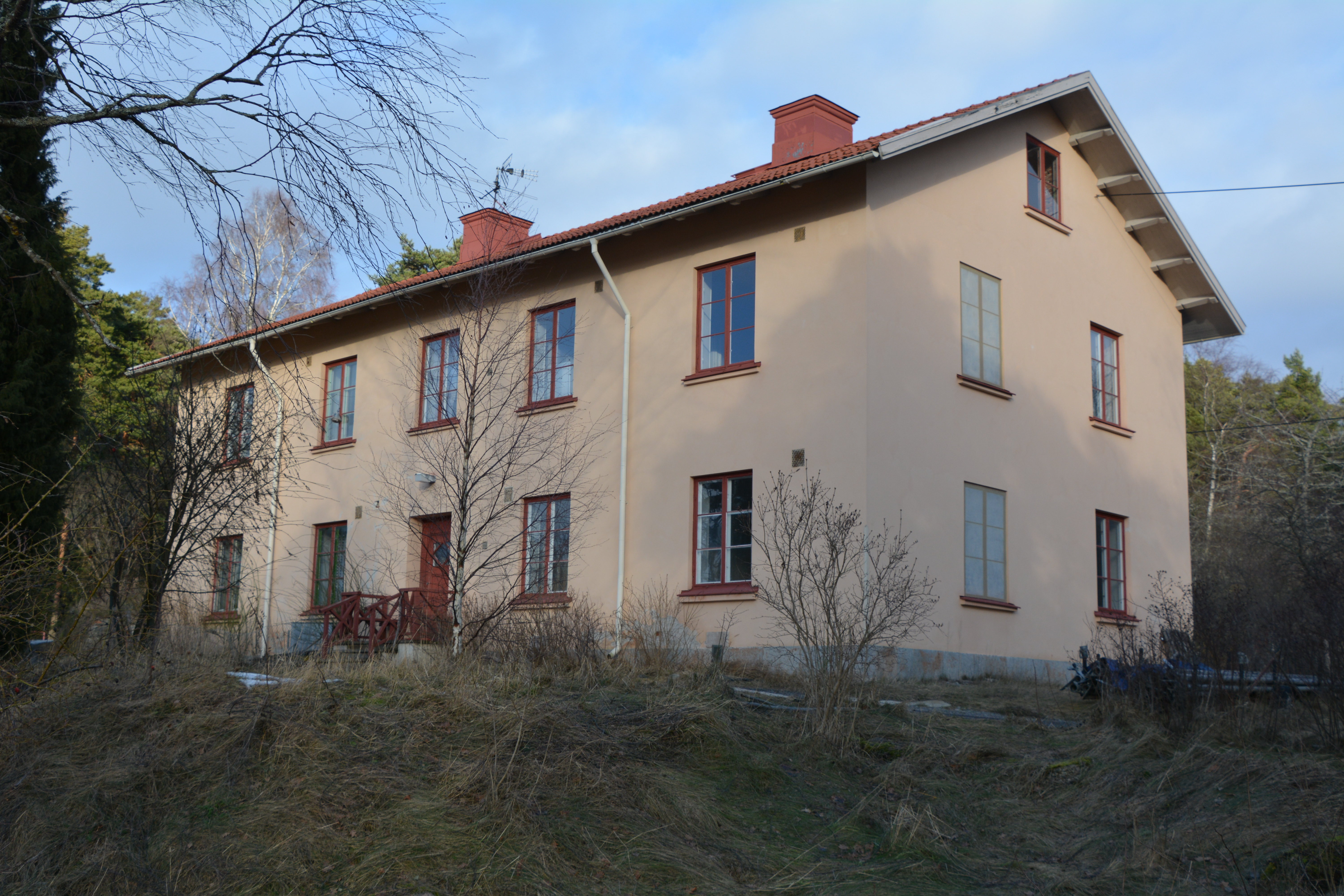
Stenhuggeriet, arbetarbostäder, byggt 1899

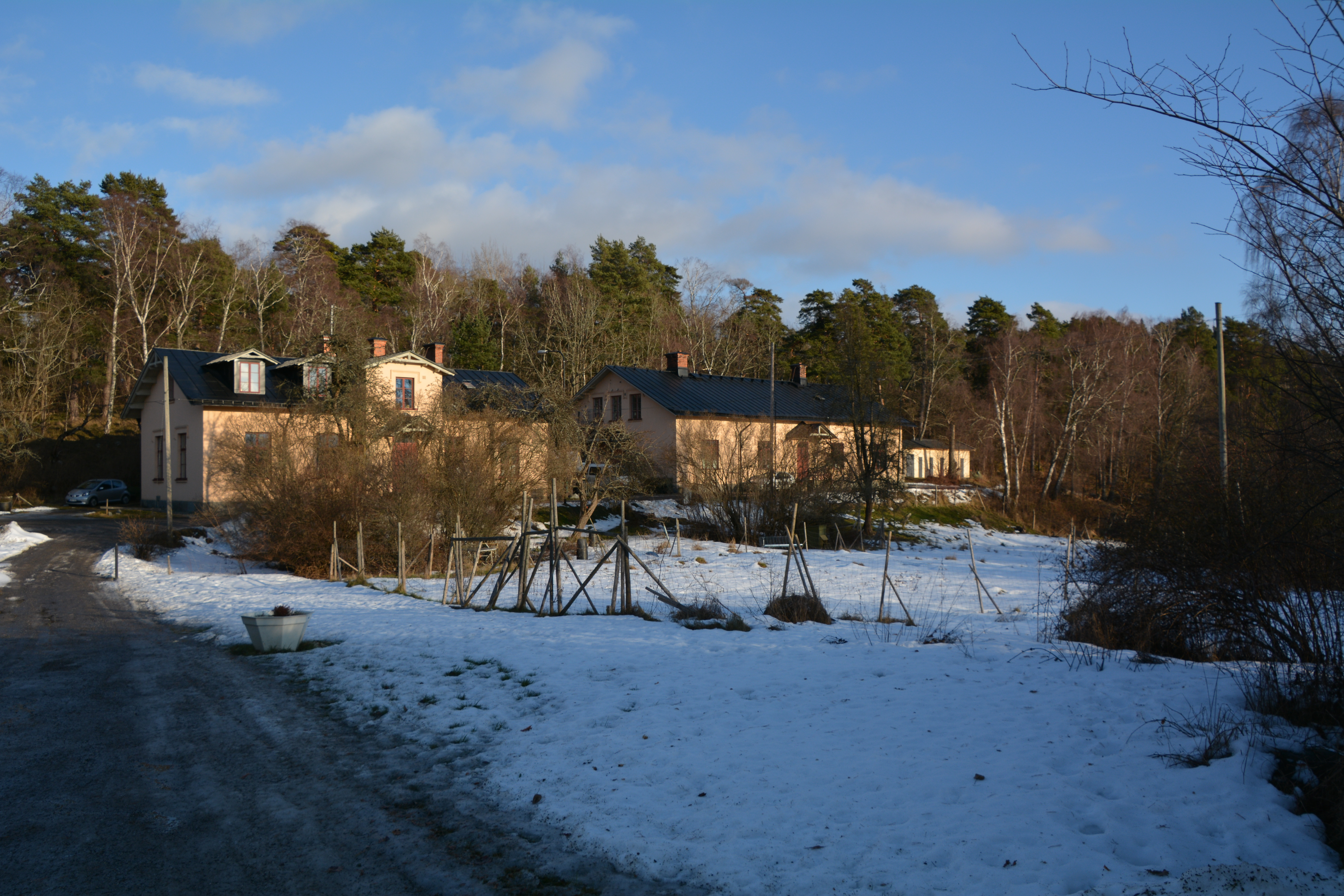
Marketenteriet (till vänster) och Kasernen

År 1885 inköpte Stockholms stad Lövsta för att anlägga ett renhållningsverk. Då uppfördes de till verket knutna arbetarbostäderna vid Kyrkhamn på 1890-talet. När Hässelby villastad senare bebyggdes, bosatte sig många där i stället, eller i Skälby, Hässelby eller Vällingby. Kyrkhamn avfolkades, men bylivet levde kvar ända in på 1950-talet. Därefter blev husen i Kyrkhamn billiga genomgångsbostäder för finländska och jugoslaviska invandrarfamiljer.

## Kyrkhamn överfördes till Stockholms kommun 1975
Byn Kyrkhamn låg på 1970-talet i Järfälla kommun, men den 1 januari 1975 överfördes området till Stockholms kommun, vilken redan tidigare ägde marken. Husen var då endast till hälften bebodda och ganska förfallna. Området planerades bli friluftsområde, och till en början vidtogs inga konkreta åtgärder. Kyrkhamn förblev en slumrande idyll och avfolkningen fortsatte. Dock bosatte sig år 1974 en etablerad konstnär i Marketenteriet, som hade stått outnyttjat i flera år, för att öppna ateljéer och verkstäder tillsammans med några kollegor.
År 1982 föreslog Stockholm att de förfallna byggnaderna i Kyrkhamn skulle rivas. Stadsmuseet protesterade, och aktionsgruppen "Bevara Kyrkhamn Helheten" bildades. Rivningsplanerna skrinlades, varefter husen rustades upp för att användas för konstnärlig verksamhet, hantverk och fritidsaktiviteter.
Förslag att sälja fastigheterna i Kyrkhamn har också lagts fram. Frågan om Kyrkhamn skulle bli privatbostäder eller naturreservat låg länge öppen, men hösten 2011 togs ett principbeslut om att Kyrkhamn skall bli ett naturreservat.

## Kyrkhamns naturreservat
Huvudartikel: Kyrkhamns naturreservat
Ett område på 107 hektar, varav 29 hektar vatten, planeras att bli naturreservat. Stockholms kommunfullmäktige uppdrog 2012 till exploateringsnämnden att inkomma med ett förslag. Detta presenterades i slutet av april 2014, och är för närvarande (juli 2015) under behandling.